# 切尔沃诺第聂伯罗夫卡
47°34′08″N 34°58′03″E / 47.56889°N 34.96750°E
切爾沃諾第聶伯羅夫卡（烏克蘭語：Червонодніпровка）是位於烏克蘭東南部的村莊，由扎波羅熱州扎波羅熱区的比倫凱市鎮負責管轄。該村始建於1922年，面積13.2平方公里，海拔高度48米，2001年人口64，人口密度每平方公里4.85人。